# District de Zuoying
Le district de Zuoying (chinois traditionnel : 左營區 ; pinyin : zuǒyíng qū ; anglais : Zuoying District) est un district de la municipalité spéciale de Kaohsiung.

## Histoire
Le territoire est tout d'abord connu en tant que Xinglongli. Le nom Zuoying (litt. « camp de gauche ») proviendrait quant à lui de la répartition géographique des camps sur le littoral du détroit.
Après que l'île de Formose ait été intégrée en 1684 dans le territoire contrôlé par la dynastie Qing, le comté de Fenshan est créé sur le territoire.
En 1909, alors que la ville de Takao est absorbée au sein du comté de Tainan, les districts de Zuoying and Pizitou sont créés par le bureau de Tainan.
Le 1er octobre 1940, après de nombreux aménagements administratifs imposés pendant la période de domination japonaise, le village de Zuoying est à nouveau incorporé au sein de la ville de Takao.
Après la Seconde Guerre mondiale, le village de Zuoying est structuré en tant que district de Zuoying.

## Géographie
Le district couvre une superficie de 19,38 km2.
Il compte 197 877 habitants d'après le recensement d'avril 2020.

## Lieux et monuments
- Temple de Confucius de Kaohsiung
- Ligne à grande vitesse de Taïwan
- Base navale de Zuoying